# Jeff Baena
Jeff Baena (Miami, 1977. június 29. – Los Angeles, 2025. január 3.) amerikai filmrendező, forgatókönyvíró.
Rendezőként jegyzi a Zombibarátnő (2014), a Zűrös hétvége (2016), a Bővérű nővérek (2017) és A lovas lány (2020 című filmeket. A 2004-es Multik haza! forgatókönyvét David O. Russell-lel közösen alkotta meg.

## Élete és pályafutása
A floridai Miamiben született és nőtt fel. A New York Egyetemen tanult filmművészetet, majd a diploma megszerzése után Los Angelesbe költözött. Itt produkciós asszisztensként dolgozott Robert Zemeckis több filmjében, ezután vágóasszisztensként David O. Russell munkatársa lett. A rendezővel baráti kapcsolatba került és négy közös forgatókönyvet írtak, köztük a Multik haza! című, 2004-ben bemutatott vígjátékét. 
Eközben Baena önálló karrierbe kezdett, 2014-ben jelent meg elsőfilmes rendezése, a Zombibarátnő című vígjáték (melynek forgatókönyvét már 2003-ban megírta), Aubrey Plazával a főszerepben. Következő filmje, a Zűrös hétvége (2016) című vígjáték-dráma egy évvel később került a mozikba. Eredetileg Banea ezzel a filmmel debütált volna rendezőként, ám a főszereplő és producer Adam Pally személyes okokból, édesanyja halála miatt kénytelen volt elhalasztani azt.
Harmadik filmje a 2017-es Bővérű nővérek című történelmi vígjáték volt, a főbb szerepeket Alison Brie, Dave Franco, Kate Micucci, Aubrey Plaza, John C. Reilly és Molly Shannon kapta meg. A lovas lány című lélektani drámája a 2020-as Sundance Filmfesztiválon mutatkozott be, Alison Brie főszereplésével. 2022-ben Őrült randi Toszkánában című filmvígjátéka jelent meg, ismét Brie-vel és Plazával a főszerepben.

## Magánélete
2011-től haláláig Aubrey Plaza színésznő párja, akivel gyakran dolgoztak együtt Baena filmjeiben.
2025. január 3-án találták meg holttestét Los Angeles-i otthonában, ahol felakasztotta magát.

## Filmográfia
| Év   | Magyar cím              | Eredeti cím       | Feladatkör | Feladatkör | Feladatkör |
| Év   | Magyar cím              | Eredeti cím       | Rendező    | Író        | Producer   |
| ---- | ----------------------- | ----------------- | ---------- | ---------- | ---------- |
| 2004 | Multik haza!            | I Heart Huckabees | Nem        | Igen       | Nem        |
| 2014 | Zombibarátnő            | Life After Beth   | Igen       | Igen       | Nem        |
| 2016 | Zűrös hétvége           | Joshy             | Igen       | Igen       | Nem        |
| 2017 | Bővérű nővérek          | The Little Hours  | Igen       | Igen       | Nem        |
| 2020 | A lovas lány            | Horse Girl        | Igen       | Igen       | Igen       |
| 2022 | Őrült randi Toszkánában | Spin Me Round     | Igen       | Igen       | Igen       |

## Fordítás
- Ez a szócikk részben vagy egészben  a   Jeff Baena című angol Wikipédia-szócikk fordításán alapul.  Az eredeti cikk szerkesztőit annak laptörténete sorolja fel. Ez a jelzés csupán a megfogalmazás eredetét és a szerzői jogokat jelzi, nem szolgál a cikkben szereplő információk forrásmegjelöléseként.